# Ивановское-на-Каве
Ивановское-на-Каве — деревня в Калининском районе Тверской области, входит в состав Кулицкого сельского поселения. 

## География
Деревня расположена на берегу реки Кава в 17 км на север от центра поселения посёлка Кулицкая и в 34 км на север от Твери.

## История

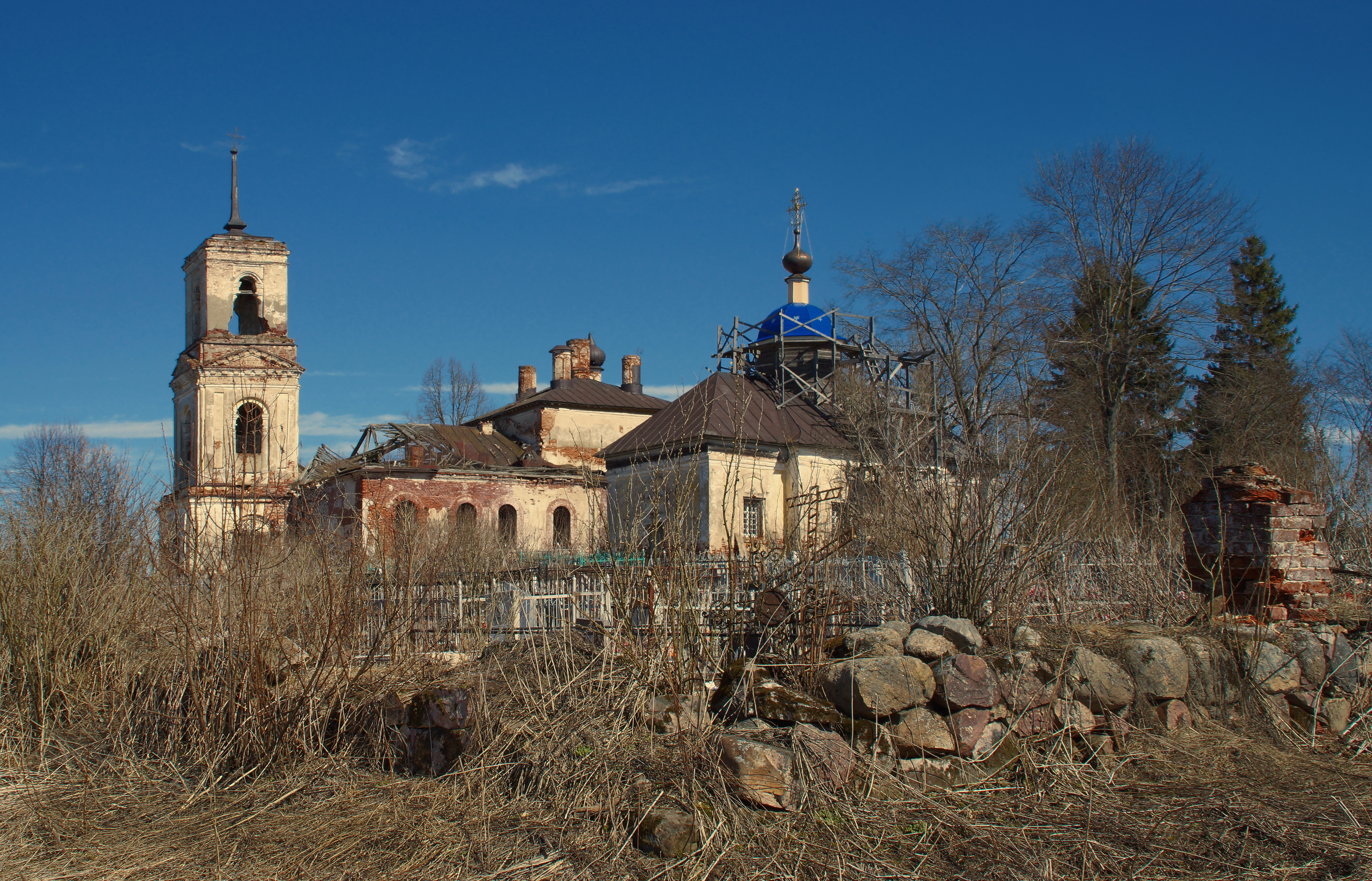
Храмовый комплекс из 2-х церквей: Богоявления Господня и Грузинской иконы Божией Матери (на переднем плане). 2014 год

В конце XVI века село принадлежало Овцыным, по заказу которых в 1696-99 гг. была построена каменная холодная церковь Богоявления с приделом Иоанна Предтечи. Храмозданная грамота на строительство второй, теплой церкви Грузинской Богоматери была выдана 23 апреля 1782 г., к 1788 году она была вчерне выстроена, но отделка ее затянулась до начала XIX в. Некоторые источники указывают дату завершения строительства или освящения - 1815 г. В 1821-22 гг. подрядчиками крестьянином А.В. Брызгиным и новоторжским мещанином А.И. Свечниковым вместо деревянной колокольни при Богоявленской церкви была построена каменная. В 1869-73 гг. были переделаны фасады древнего храма: расширены проемы, изменены прежние декор и завершение, а также пристроена новая трапезная с приделами Казанской Богоматери и Иоанна Предтечи.
В конце XIX — начале XX века село входило в состав Первитинской волости Тверского уезда Тверской губернии. 
С 1929 года деревня входила в состав Мухинского сельсовета Тверского района Тверского округа Московской области, с 1935 года — в составе Калининской области, с 2005 года — в составе Кулицкого сельского поселения.

## Население
| 1859 | 2002 | 2010 |
| ---- | ---- | ---- |
| 40   | ↘7   | ↗8   |

## Достопримечательности
В деревне расположен храмовый комплекс из 2-х церквей: Богоявления Господня (1698) и Грузинской иконы Божией Матери (1815).